# Michael Stifel
Pour la banque, voir Stifel. Pour des personnes de patronyme proche, voir Stiefel.

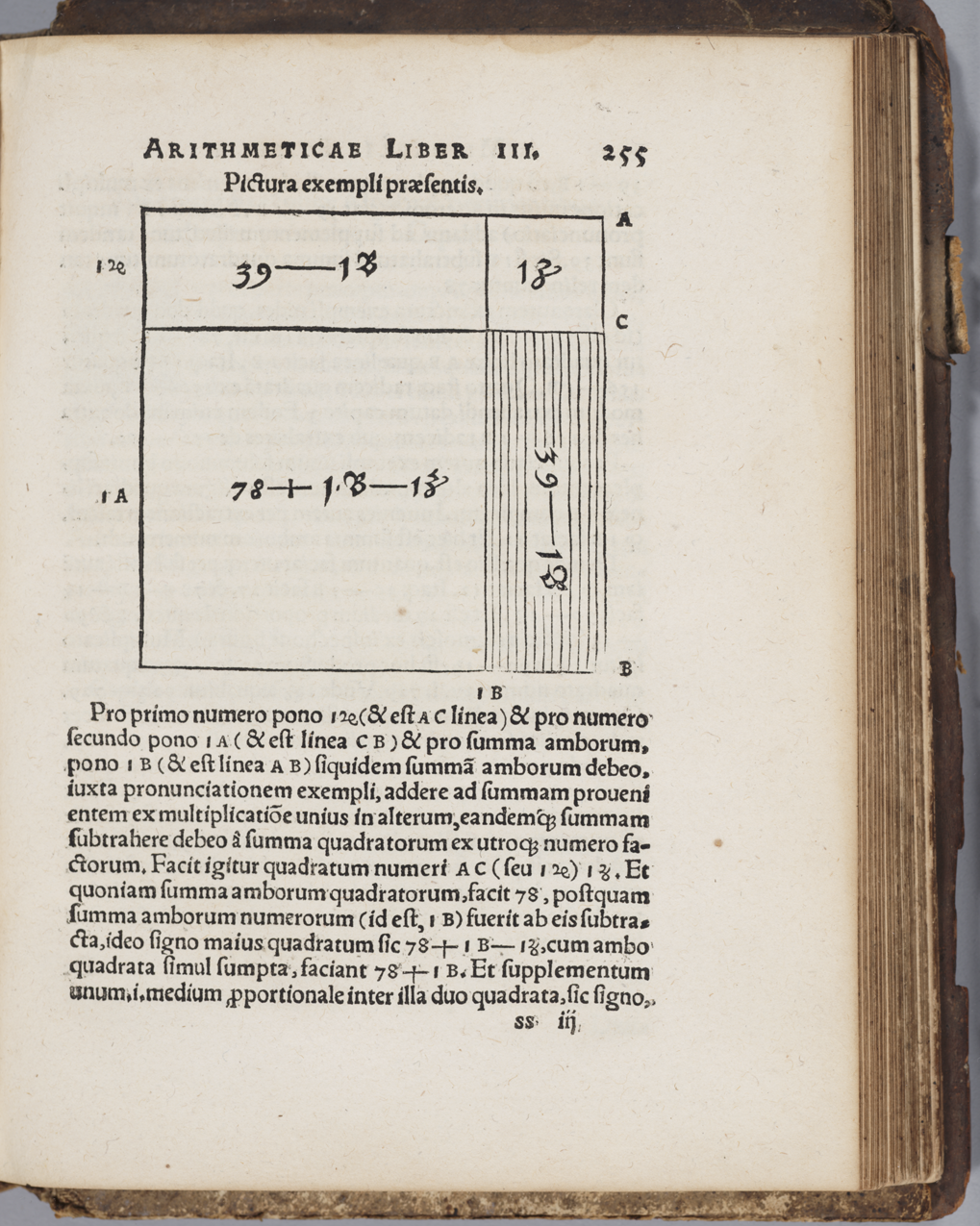
M. Stifel, Arithmetica Integra, Nuremberg, 1544.

Michael Stifel, ou Stifelius (1486 ou 1487 à Esslingen am Neckar – 19 avril 1567 à Iéna) est un moine et mathématicien. Il popularisa les notations cossiques en algèbre.

## Biographie
Moine luthérien et réformé fanatique, il est plusieurs fois persécuté. Il se réfugie en 1522 auprès de Luther, qui lui procure plusieurs paroisses, dont celle de Holzdorf (près de Wittemberg) où il travaille jusqu'en 1547.
Obligé de se réfugier en Prusse par la guerre menée par Charles Quint contre la ligue réformée de Smalkalde, il partit en 1554 à Haberstrohm (de) près de Kœnigsberg, mais rentra peu après. Enfin, grâce à la protection de Matthias Flacius, il obtint en 1559 d'enseigner les mathématiques et la théologie à l'université d'Iéna, puis l'arithmétique et la géométrie.
Stifel s'intéresse à l'algèbre, en particulier aux équations polynomiales ; il popularise les symboles + , − et √ (notations « cossiques, »). Il travaille avec des nombres négatifs qu'il appelle « nombres absurdes ». Il montre l'intérêt de mettre en parallèle une suite arithmétique et une suite géométrique, prélude à l'invention des logarithmes.
Il donne, un siècle avant Pascal, les coefficients binomiaux jusqu'à l'ordre 17. Il a écrit un traité entier sur la mystique des nombres.
En 1520, Michael Stifel voulut démontrer par la numérologie que le pape Léon X est l'Antéchrist ; il procéda de la manière suivante :
Léon X traduit en latin donne LEODECIMVS. Il retint uniquement les caractères de chiffres latins LDCIMV. Ensuite il, disposa ces nombres en ordre décroissant, ce qui donne : MDCLVI. Il enleva le M qui signifie le mystère et ajouta le X — car LEODECIMVS possède dix lettres et le pape est Léon X — ce qui donne DCLXVI = 666, le nombre de la Bête de l'Apocalypse.
Il annonçait que la fin du monde aurait lieu le 19 octobre 1533 à 8h du matin et qu'un chariot céleste l'emporterait au paradis ; mais, comme on le sait, rien de tout cela n'eut lieu et les paysans du village de Lochau, furieux d'avoir vendu leurs biens, entreprirent de lyncher le pasteur ; ce dernier fut finalement soustrait à l'hostilité des paroissiens et incarcéré à Wittenberg, d'où Luther le tira quelque temps plus tard.
Il se consacra désormais exclusivement aux mathématiques. En 1544, il publia son ouvrage Arithemetica Integra qui le rendit célèbre.